# Чилтон (Висконсин)
Чилтон (енгл. Chilton) град је у америчкој савезној држави Висконсин.

## Демографија
По попису из 2010. године број становника је 3.933, што је 225 (6,1%) становника више него 2000. године.
| Група             | 2000.         | 2010.         |
| Белци             | 3.630 (97,9%) | 3.681 (93,6%) |
| Афроамериканци    | 14 (0,4%)     | 8 (0,2%)      |
| Азијати           | 9 (0,2%)      | 18 (0,5%)     |
| Хиспаноамериканци | 32 (0,9%)     | 169 (4,3%)    |
| Укупно            | 3.708         | 3.933         |